# Denís Glushakov
Denís Borísovich Glushakov (en ruso: Денис Борисович Глушаков; Mílerovo, Unión Soviética, 27 de enero de 1987) es un futbolista ruso que juega de centrocampista y se encuentra sin equipo tras abandonar el F. K. Jimki.

## Carrera

### Clubes
En la temporada 2016/17 gana la Liga con el Spartak. La siguiente temporada tuvo enfrentamientos con el público del Spartak debido a que se le consideró el culpable de echar al entrenador Massimo Carrera.
En la temporada 2019-20 fichó por el Akhmat Grozni.
Al expirar su contrato con el Akhmat se convierte en agente libre y negocia con varios clubes teniendo por preferencia clubes de Moscú por su familia y acabó fichando por el FC Jimki.

### Selección nacional
El 12 de mayo de 2014, Fabio Capello, director técnico de la selección nacional de Rusia, incluyó a Glushakov en la lista provisional de 30 jugadores que iniciarán la preparación con miras a la Copa Mundial de Fútbol de 2014. El 2 de junio fue ratificado por Capello en la nómina definitiva de 23 jugadores.
La Revolución llevada a cabo por el seleccionador Stanislav Cherchésov para el Mundial que se celebró en su país  hizo que él y otros jugadores considerados intocables quedaran fuera de la convocatoria.

### Participaciones en Copas del Mundo
| Mundial                        | Sede   | Resultado    |
| ------------------------------ | ------ | ------------ |
| Copa Mundial de Fútbol de 2014 | Brasil | Primera fase |

## Clubes
| Club                             | País    | Año       | Partidos (goles) |
| -------------------------------- | ------- | --------- | ---------------- |
| F. C. Nika Moscú                 | Rusia   | 2005      |                  |
| F. C. Lokomotiv-2 Moscú          | Rusia   | 2005-2007 |                  |
| F. C. SKA Rostov-on-Don (cedido) | Rusia   | 2006      |                  |
| F. C. Zvezda Irkutsk (cedido)    | Rusia   | 2007      | 34 (8)           |
| F. C. Lokomotiv Moscú            | Rusia   | 2008-2013 | 161 (23)         |
| F. C. Spartak de Moscú           | Rusia   | 2013-2019 | 177 (24)         |
| Ajmat Grozni                     | Rusia   | 2019-2020 | 27 (6)           |
| F. K. Jimki                      | Rusia   | 2020-2023 | 67 (15)          |
| F. C. Pari Nizhni Nóvgorod       | Rusia   | 2023      | 9 (1)            |
| F. C. Spartak Kostroma           | Rusia   | 2023-2024 | 7 (0)            |
| F. C. Urartu                     | Armenia | 2024      | 12 (0)           |
| F. K. Jimki                      | Rusia   | 2024-2025 | 8 (0)            |

## Palmarés

### Títulos nacionales
| Título                | Club                   | País  | Año     |
| --------------------- | ---------------------- | ----- | ------- |
| Liga Premier de Rusia | F. C. Spartak de Moscú | Rusia | 2016-17 |
| Supercopa de Rusia    | F. C. Spartak de Moscú | Rusia | 2017    |